# Belle Air

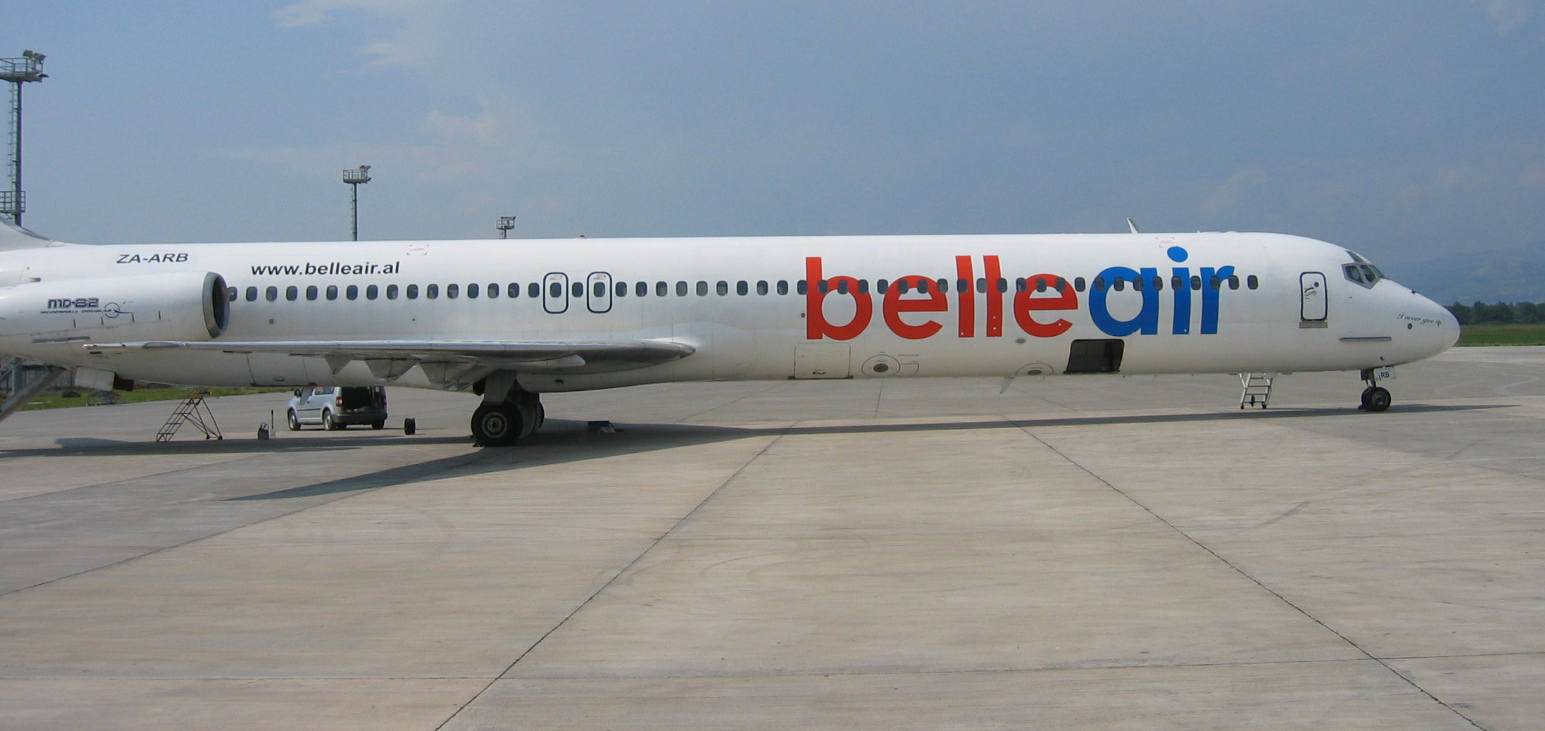
MD-82 linii Belle Air

Belle Air – zlikwidowane albańskie tanie linie lotnicze z siedzibą w Tiranie. Obsługiwały połączenia głównie z Włoch, Grecji i Turcji. Głównym hubem był Port lotniczy Tirana. W listopadzie 2013 roku, linia ogłosiła upadłość. 

## Flota
Stan na wrzesień 2010:

## Porty docelowe
- Albania
  - Tirana (port lotniczy Tirana) węzeł
- Grecja
  - Ateny (Port lotniczy Ateny)
  - Heraklion (Port lotniczy Heraklion)
- Kosowo
  - Prisztina (Port lotniczy Prisztina)
- Turcja
  - Antalya (Port lotniczy Antalya)
  - Stambuł (Port lotniczy Stambuł-Sabiha Gökçen)
- Włochy
  - Bari (Port lotniczy Bari)
  - Cuneo (Port lotniczy Cuneo-Levaldigi)
  - Florencja (Port lotniczy Florencja-Peretola)
  - Forlì (Port lotniczy Forlì)
  - Genua (Port lotniczy Genua)
  - Mediolan
    - (Port lotniczy Mediolan-Malpensa)
    - (Port lotniczy Bergamo-Orio al Serio)

  - Neapol (Port lotniczy Neapol)
  - Parma (Port lotniczy Parma)
  - Perugia (Port lotniczy Perugia-Sant’Egidio)
  - Piza (Port lotniczy Piza)
  - Rzym (Port lotniczy Rzym-Fiumicino)
  - Triest (Port lotniczy Triest)
  - Wenecja (Port lotniczy Treviso)
  - Werona (Port lotniczy Werona-Villafranca)